# Louis Frédéric Schützenberger
Louis Frédéric Schützenberger   (Estrasburg, 8 de setembre de 1825 - Estrasburg, 17 d'abril de 1903) va ser un pintor alemany-francès.

## Biografia

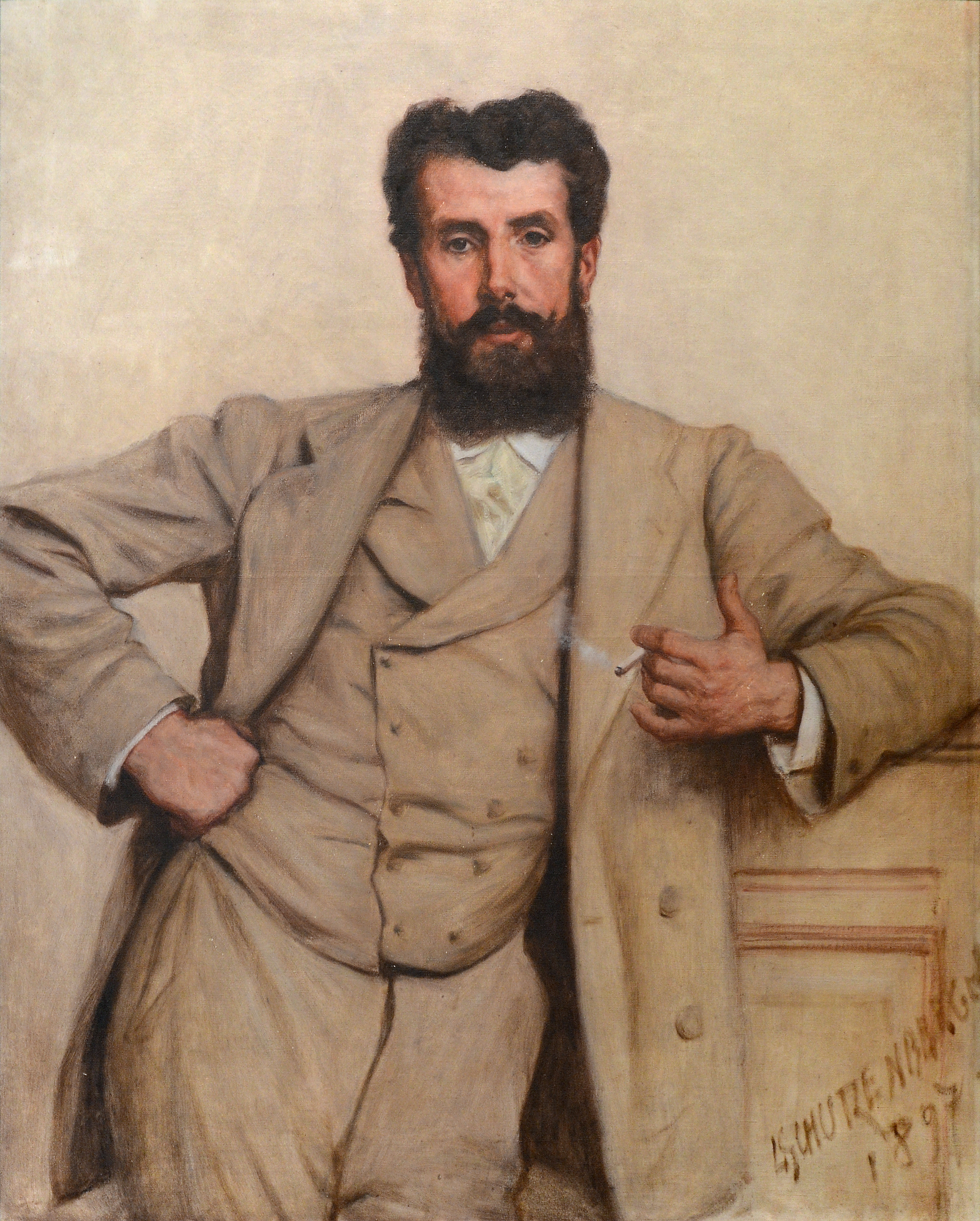
Retrat d'home (1897), Musée des Beaux-Arts d'Estrasburg.

Schützenberger va néixer a una família alsaciana de famosos cervesers a Estrasburg. Va ser alumne de Paul Delaroche i Marc-Charles-Gabriel Gleyre a l'École nationale supérieure des Beaux-Arts. Cavaller de la Legió d'Honor Francesa des de 1870.
En un període entre 1870 i 1885 va ser propietari del castell de Scharrachbergheim-Irmstett, on havia fet el seu estudi al primer pis.
L'artista René Schützenberger era el seu cosí germà.

## Obres
- Chasseur sonnant du cor ou L'Hallali, 1859, Museu de Belles Arts d'Estrasburg

- Portrait d'homme, Museu de Belles Arts d'Estrasburg

- Terpsicore, c. 1861, París, Museu d'Orsay

- Centaures chassant le sanglier, 1864, París, Museu d'Orsay

- L'Enlèvement d'europe, 1865, huile sur toile, 146x223, Musée des beaux-arts d'Arras

- Portrait de Mélanie Schützenberger, tante de l'artiste, 1865, Museu de Belles Arts d'Estrasburg

- Retrat de Th. Berger, Museu de Belles Arts d'Estrasburg

- Entrevue de César et d'Arioviste en Alsace, Musée des beaux-arts de Mulhouse

- Le Soir, Museu de Belles Arts de Mulhouse

- L'Exode (famille alsacienne quittant son pays), 1872, Musée des beaux arts de Mulhouse

- Portrait de Mme Parot, 1875, Museu de Belles Arts d'Estrasburg

- Portrait de Louis Schützenberger Père, brasseur à Schiltigheim, 1876, Musée historique d'Estrasburg

- Portrait de Mme Weber-Schlumberger, 1881, Museu de Belles Arts d'Estrasburg

- Portrait du baron Maximilien Frédéric Albert De Dietrich, 1882, col·lecció privada

- Scène d'inquisition, 1889, col·lecció particular

- Portrait d'homme, 1897, Museu de Belles Arts d'Estrasburg

- Portrait de femme, 1900, col·lecció particular

- Portrait du gouverneur Louis-Gustave Binger, 1900, Musée d'art et d'histoire Louis Senlecq

- Portrait de femme, Museu de Belles Arts d'Estrasburg

- Souvenir d'Italie - Fuite en Égypte, Musée des beaux arts de Mulhouse

- Femme nue, début du XXe siècle, Museu d'Art Modern i Contemporani d'Estrasburg